# Carl August von Rex

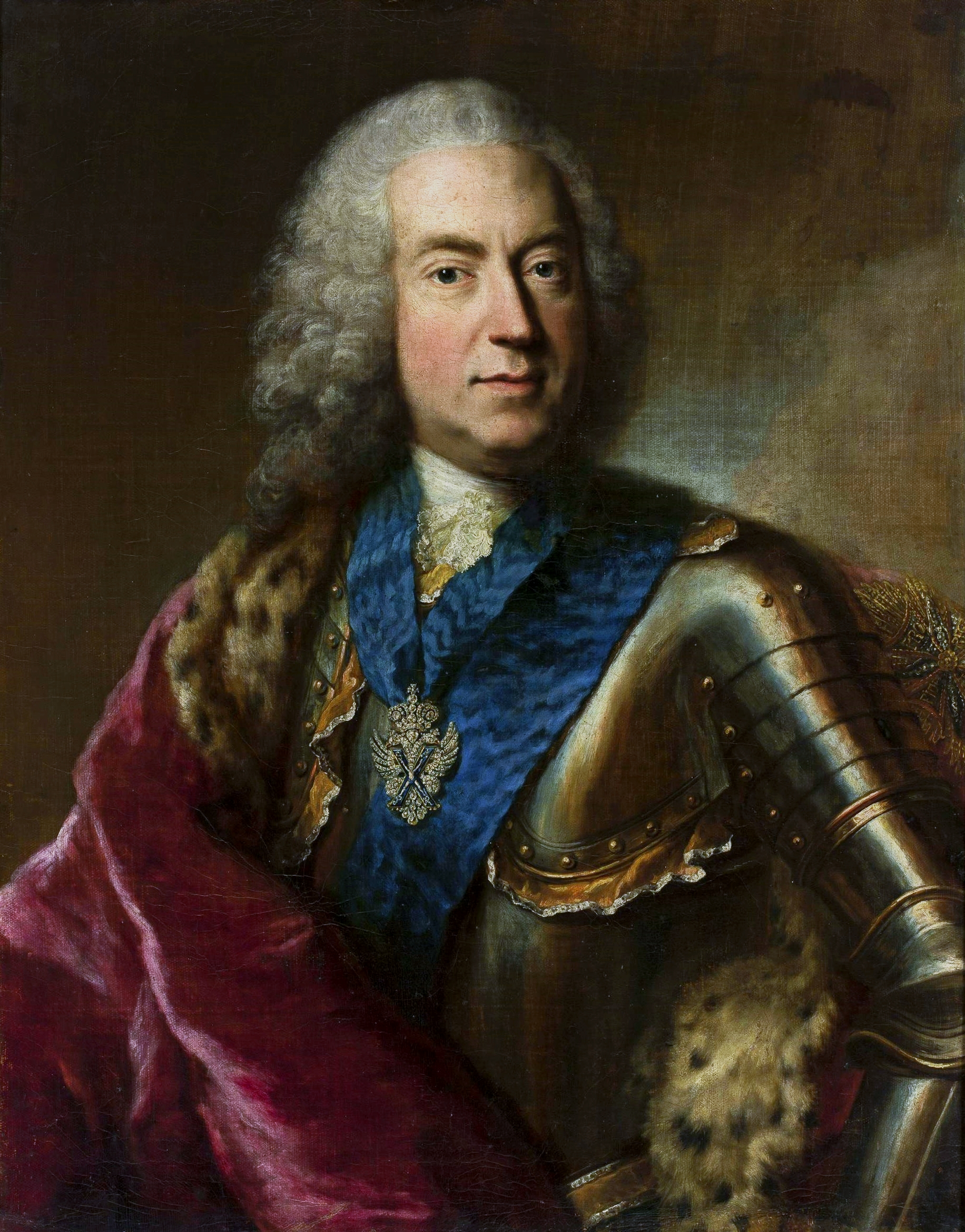
Carl August Rex (um 1760),
Maler: George Desmarées, Öl auf Leinwand 89 × 68,5 cm

Carl August von Rex, seit 1741 Graf von Rex (* 23. März 1701 in Leipzig oder Pobles; † 15. September 1768 auf Wackerbartsruhe) war kurfürstlich-sächsischer Kabinettsminister, Konferenzminister, Wirklicher Geheimer Rat und Kanzler sowie Rittergutsbesitzer in Pobles.

## Herkunft
Rex war der Sohn von Carl Rex auf Pobles (1660–1716) aus dem Geschlecht der Herren von Rex, kursächsischer Ober-Steuereinnehmer und Vize-Oberhofrichter zu Leipzig sowie Oberhofmeister von Christiane Eberhardine, Ehefrau von August dem Starken und Kurfürstin von Sachsen. Seine Mutter war Carl von Rex′ zweite Ehefrau Christiana Elisabeth geb. von Neitschütz (1680–1739). Sein jüngerer Bruder war der Generalleutnant Friedrich Wilhelm von Rex.

## Leben und Wirken
Rex wurde königlich-polnischer und kurfürstlich-sächsischer Kabinetts- und Konferenzminister. Am 9. Dezember 1741 erfolgte während des kursächsischen Reichsvikariats durch Kurfürst Friedrich August II. von Sachsen als Reichsvikar seine Erhebung in den Reichsgrafenstand. Am 29. Januar 1742 erfolgte seine kurfürstlich-sächsische Notifikation.
Rex heiratete 1729 Johanna Sophia Freiin von Meusebach (1711–1776), die das Rittergut Kayna mit in die Ehe brachte. Carl August von Rex bezeichnete sich selbst gern auch als Rittergutsbesitzer von Kayna. Dieses Gut blieb aber bis zum Lebensende im Besitz seiner Ehefrau und fiel nach deren Tod an die gemeinsame einzige Tochter, die Gräfin Johanna Friederika Carolina (1750–1803), die sich 1774 mit dem späteren Grafen Peter Friedrich von Hohenthal (1735–1819), kursächsischer Geheimrat und Gesandter am Reichstag zu Regensburg, vermählte. Bei ihrem Tod erlosch dieser gräfliche Zweig der Familie Rex.
Rex selbst starb 1768 auf Wackerbartsruhe, amtsunmittelbares Weingut in der Lößnitz vor den Toren der Residenzstadt Dresden, heute als Schloss Wackerbarth zu Radebeul gehörig.

## Gräfliches Wappen von 1741
Das Stammwappen zeigt in Gold zwischen drei aus einem grünen Dreiberg wachsenden geästeten grünen Stämmen zwei rote Rosen mit goldenen Butzen. Auf dem Helm mit rot-goldenen Helmdecken das Schildbild.
Das reichsgräfliche Wappen von 1741 zeigt den Stammschild mit drei Helmen. Auf dem rechten Helm mit rot-silbernen Helmdecken der wachsende linkssehende gekrönte, goldbewehrt und goldbezungte polnische Adler, in der Mitte der Stammhelm, auf dem linken Helm mit rot-silbernen Helmdecken ein wachsender goldgekrönter und goldbezungter roter Leopard. Als Schildhalter zwei goldbewehrt und goldbezungte rote Leoparden.

## Schriften
- Dissertatio iuridica de transmissione fructuum feudalium in heredes allodiales. 1747.